# Бучине
Бучине (итал. Bucine) — коммуна в Италии, расположена в области Тоскана, в провинции Ареццо.
Население коммуны составляет 10 033 человек (2011 г.), плотность населения ─ 76 чел./км². Занимает площадь 131 км². Почтовый индекс — 52021. Телефонный код — 055.
Покровителем коммуны почитается Христос-Спаситель, празднование с 15 по 18 сентября .

## Демография
Динамика населения:

## Администрация коммуны
- Официальный сайт: http://www.comune.bucine.ar.it/ Архивная копия от 19 марта 2020 на Wayback Machine